# Liste der Biografien/Laj
Liste der Biografien |
Portal Biografien |
Personensuche
# |
A |
B |
C |
D |
E |
F |
G |
H |
I |
J |
K |
L |
M |
N |
O |
P |
Q |
R |
S |
T |
U |
V |
W |
X |
Y |
Z |
?
 
La |
Lb |
Lc |
Le |
Lg |
Lh |
Li |
Lj |
Ll |
Lm |
Lo |
Lp |
Lt |
Lu |
Lv |
Lw |
Lx |
Ly |
Lz
 
Laa |
Lab |
Lac |
Lad |
Lae–Lah |
Lai |
Laj |
Lak |
Lal |
Lam |
Lan |
Lao |
Lap |
Laq |
Lar |
Las |
Lat |
Lau |
Lav |
Law |
Lax |
Lay |
Laz
Die Liste der Biografien führt alle Personen auf, die in der deutschsprachigen Wikipedia einen Artikel haben. Dieses ist eine Teilliste mit 33 Einträgen von Personen, deren Namen mit den Buchstaben „Laj“ beginnt.

## Laj

### Laja
- Lajal, Mark (* 2003), estnischer Tennisspieler
- Lajami, Ali (* 1996), saudi-arabischer Fußballspieler

### Lajc
- Lajčák, Miroslav (* 1963), slowakischer Diplomat und Politiker
- Lajčiak, Milan (* 1958), slowakischer Diplomat

### Lajd
- Lajdoud, Yousra (* 1997), marokkanische Weitspringerin

### Laje
- Lajeune, Jean, französischer Autorennfahrer
- Lajeunesse, Cornélia Nelly, kanadische Sängerin, Pianistin und Musikpädagogin
- Lajeunesse, Joseph (1818–1904), kanadischer Musiker und Musikpädagoge
- LaJeunesse, Martin Joseph-Honoré (1890–1961), kanadischer Ordensgeistlicher, römisch-katholischer Apostolischer Vikar von Keewatin
- Lajewskyj, Serhij (* 1959), ukrainischer Weitspringer

### Lajk
- Lajkó, Félix (* 1974), ungarisch-serbischer Musiker und Komponist

### Lajo
- Lajoie, Jon (* 1980), kanadischer Komiker, Musiker, Rapper und SchauspielerJon Lajoie (* 1980)

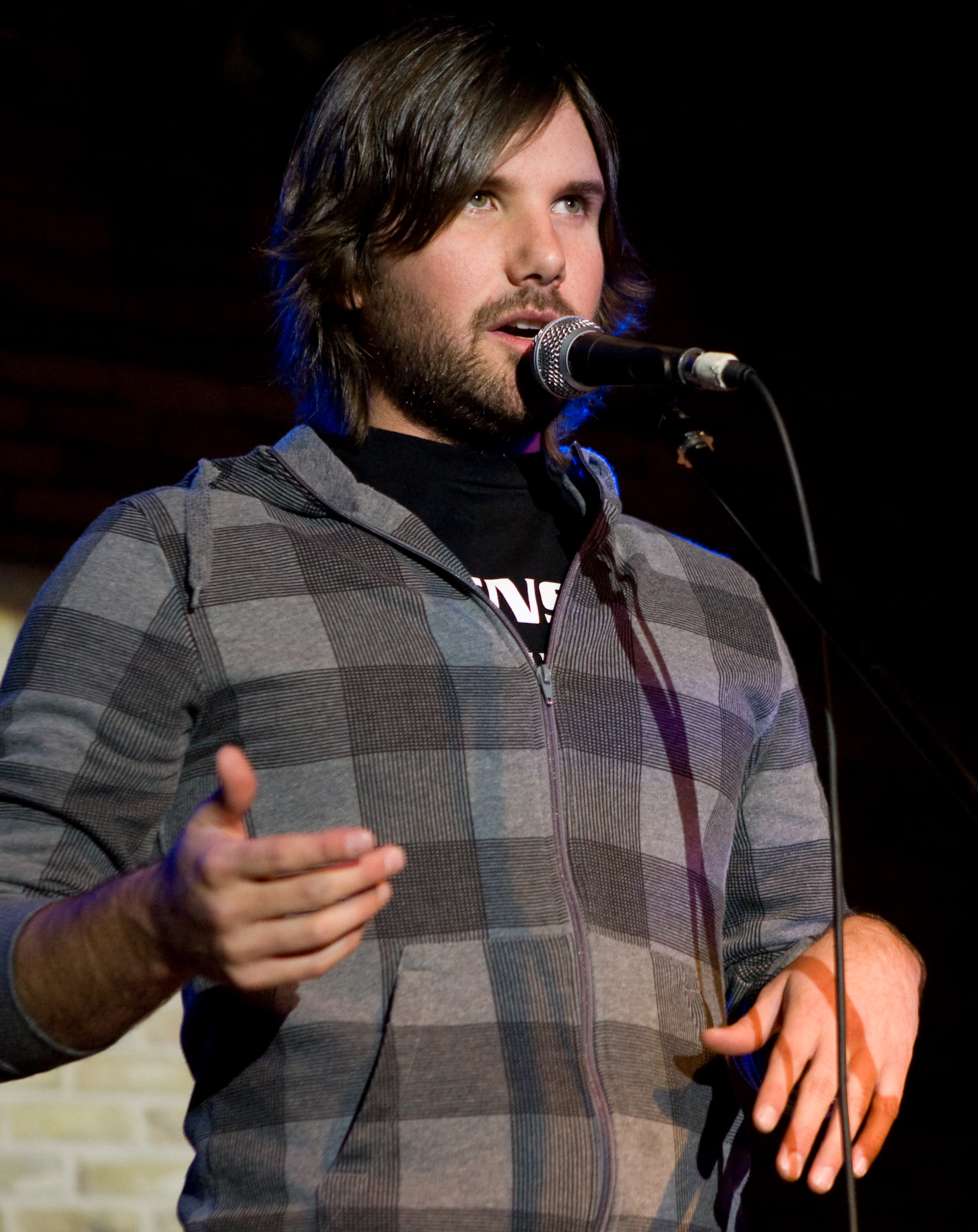
Jon Lajoie (* 1980)

- Lajoie, Marjorie (* 2000), kanadische Eiskunstläuferin
- Lajoie, Maxime (* 1997), kanadischer Eishockeyspieler
- Lajoie, Naiia (* 1986), kanadische Schauspielerin und Model
- Lajoie, Stephanie, kanadische Biathletin
- Lajoinie, André (1929–2024), französischer Politiker, Mitglied der Nationalversammlung
- Lajola, Dennis (* 1989), US-amerikanischer Tennisspieler
- Lajolo, Giovanni (* 1935), italienischer Kurienkardinal und ehemaliger Apostolischer Nuntius in Deutschland
- Lajoue, Jacques de (1686–1761), französischer Kunstmaler und Dekorateur
- Lajoux, David (* 1966), monegassischer Skirennläufer
- Lajović, Dušan (* 1990), serbischer TennisspielerDušan Lajović (* 1990)

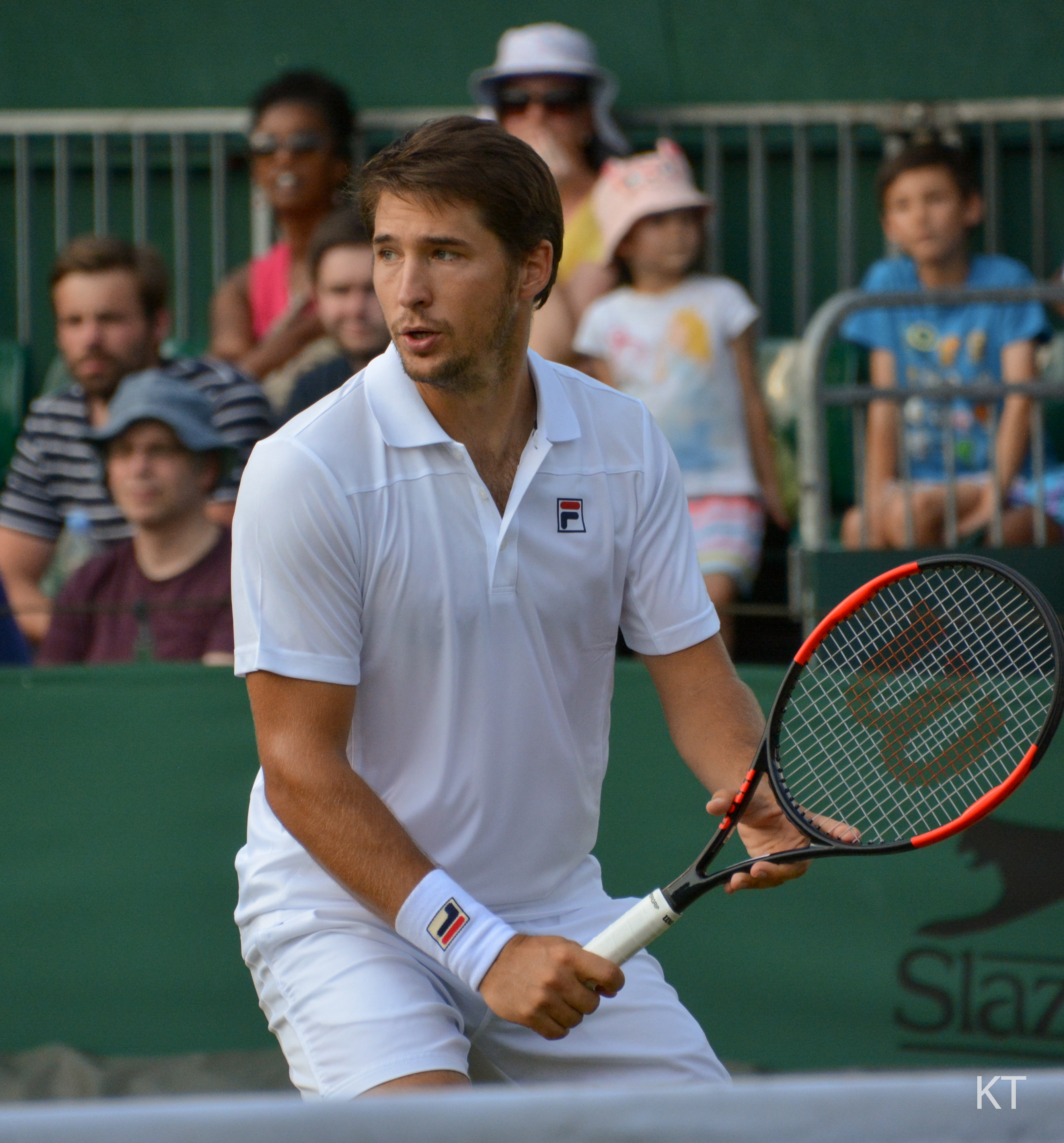
Dušan Lajović (* 1990)

- Lajovic, Uroš (* 1944), jugoslawischer bzw. slowenischer Dirigent

### Lajs
- Lajsek, Oldřich (1925–2001), tschechischer Maler, Designer, Graphiker und Kunstlehrer

### Lajt
- Lajta, Béla (1873–1920), ungarischer Architekt
- Lajtha, László (1892–1963), ungarischer Komponist
- Lajtman, Schlomo († 1943), polnischer Vernichtungslagerhäftling, Mitorganisator vom Aufstand in Sobibór (1943) und Opfer des Holocaust
- Lajtos, Szandra (* 1986), ungarische Shorttrackerin

### Laju
- Lajuks, Romāns (* 1964), lettischer Fußballschiedsrichter
- Lajunen, Akseli (* 1982), finnischer Skispringer und Nordischer Kombinierer
- Lajunen, Jani (* 1990), finnischer Eishockeyspieler
- Lajunen, Samppa (* 1979), finnischer Nordischer Kombinierer
- Lajunen, Ville (* 1988), finnischer Eishockeyspieler